# Saffron Burrows
Saffron Domini Burrows (London, 1972. október 22. –) brit színésznő és modell.
Legismertebb alakítása Cynthia Taylor a Mozart a dzsungelben című sorozatban. A Te című is sorozatban szerepelt.

## Fiatalkora
1972. október 22-én Londonban született, édesanyja szakszervezeti tag és általános iskolai tanár, édesapja pedig építészmérnök és tanár. Szülei és mostohaapja a Szocialista Munkáspárt tagjai voltak, és már fiatal korától kezdve politikailag aktív volt.
A William Tyndale Primary Schoolba, majd a Stoke Newington Schoolba járt.
Sikeres modellkarriert futott be, miután 15 éves korában Beth Boldt divatfotós felfedezte őt a Covent Gardenben. Öt évig London és Párizs között osztotta meg idejét, ahol megtanult franciául.

## Pályafutása
1995-ben szerepelt a Welcome II the Terrordome című filmben. 1996-ban a Karaoke című sorozatban tűnt fel. 1997-ben A házasságszerzők című sorozatban szerepelt, mint Moira Kennedy. 1999-ben Az ártatlanság elvesztése című filmben tűnt fel. 2001-ben az Enigma című filmben szerepelt. 2003-ban a The Galíndez File című filmben szerepelt, mint Muriel Colber. 2006-ban A gitár című filmben Melody Wilder karakterét alakította. 2009-ben a Shrink – Dilidoki kiütve című filmben szerepelt. 2010-ben az Esküdt ellenségek: Bűnös szándék című sorozatban volt mellékszereplő. 2013 és 2014 között A S.H.I.E.L.D. ügynökei című sorozatban tűnt fel, mint Victoria Hand. 2014 és 2018 között a Mozart a dzsungelben című sorozatban szerepelt, mint Cynthia Taylor. 2019 és 2021 között a Te című sorozatban volt főszereplő.

## Magánélete
Biszexuális, és azt mondta, hogy "jobban szereti a nők társaságát". Az 1990-es években Alan Cumming színész jegyese volt, és öt évig, 2002-ig járt Mike Figgis rendezővel.
2013 augusztusában vette feleségül Alison Balian írónőt, akivel hat éve járt. 2012-ben fiuknak, 2017-ben pedig lányuknak adott életet. 2020-ban elváltak.

## Filmográfia

### Filmek
| Év   | Magyar cím                     | Eredeti cím                  | Szerep                               | Magyar hang        |
| ---- | ------------------------------ | ---------------------------- | ------------------------------------ | ------------------ |
| 1991 |                                | The Body Beautiful           | modell                               |                    |
| 1993 | Apám nevében                   | In the Name of the Father    | Lány a kommunában                    | Orosz Helga        |
| 1995 | Baráti kör                     | Circle of Friends            | Nan Mahon                            | Ábel Anita         |
| 1995 |                                | The Big One                  | Jodie                                |                    |
| 1995 |                                | Welcome II the Terrordome    | Jules                                |                    |
| 1996 |                                | Hotel de Love                | Melissa Morrison                     |                    |
| 1997 | Szerelem                       | Lovelife                     | Zoey                                 |                    |
| 1997 | Nevada                         | Nevada                       | Quinn                                | Huszárik Kata      |
| 1997 | Egyéjszakás kaland             | One Night Stand              | modell                               |                    |
| 1997 | A házasságszerzők              | The MatchMaker               | Moira Kennedy Kelly                  | Zakariás Éva       |
| 1999 | Wing Commander – Az űrkommandó | Wing Commander               | Deveraux "Angel" parancsnokhelyettes | Kéri Kitty         |
| 1999 | Az ártatlanság elvesztése      | The Loss of Sexual Innocence | Angol/olasz ikerpár                  | Major Melinda      |
| 1999 | Háborgó mélység                | Deep Blue Sea                | Dr. Susan McCallister                | Schell Judit       |
| 1999 | Júlia kisasszony               | Miss Julie                   | Miss Julie                           | Kerekes Andrea     |
| 2000 |                                | Assumptions                  | Ruby                                 |                    |
| 2000 | Timecode                       | Timecode                     | Emma Green                           | Ruttkay Laura      |
| 2000 | Gengszterek gengsztere         | Gangster No. 1               | Karen                                | Ullmann Zsuzsa     |
| 2001 | Enigma                         | Enigma                       | Claire Romilly                       | Incze Ildikó       |
| 2001 | A kísértés csapdái             | Tempted                      | Lilly LeBlanc                        | Kisfalvi Krisztina |
| 2001 | Érzelmek áradatában            | The Seventh Stream           | Mairead                              |                    |
| 2001 | Szálló                         | Hotel                        | Malfi hercegnője                     |                    |
| 2002 | Frida                          | Frida                        | Grace                                | Kerekes Andrea     |
| 2002 |                                | Flashpoint                   | Dara                                 |                    |
| 2003 |                                | The Galíndez File            | Muriel Colber                        |                    |
| 2003 | Pán Péter                      | Frida                        | mesélő (hangja)                      | Ráckevei Anna      |
| 2004 |                                | Krug                         | Grace Krug                           |                    |
| 2004 | Trója                          | Troy                         | Andromakhé                           | Kéri Kitty         |
| 2004 |                                | Terrible Kisses              | nő                                   |                    |
| 2006 | Tökéletes teremtmény           | Perfect Creature             | Lilly Squires                        | Pikali Gerda       |
| 2006 |                                | Klimt                        | Lea de Castro                        |                    |
| 2006 | Fay Grim                       | Fay Grim                     | Juliet                               | Törtei Tünde       |
| 2007 |                                | Broken Thread                | Jenny                                |                    |
| 2007 | Üres város                     | Reign Over Me                | Donna Remar                          | Kéri Kitty         |
| 2007 | Káros szenvedélyek             | Dangerous Parking            | Claire Matteson                      | Spilák Klára       |
| 2008 | A gitár                        | The Guitar                   | Melody Wilder                        |                    |
| 2008 | Banki meló                     | The Bank Job                 | Martine Love                         | Kéri Kitty         |
| 2009 |                                | The Eastmans                 | Dr. Anna Eastman                     |                    |
| 2009 | Shrink – Dilidoki kiütve       | Shrink                       | Kate Amberson                        | Kisfalvi Krisztina |
| 2010 |                                | Lawyers                      | Anne                                 |                    |
| 2012 | Késpárbaj                      | Knife Fight                  | Sophia Becker                        | Németh Kriszta     |
| 2012 | Szoba kilátások nélkül         | Small Apartments             | Francine                             |                    |
| 2015 |                                | Quitters                     | Veronica                             |                    |
| 2023 | Veszélyes vizek                | Dangerous Waters             | Alma                                 | Kisfalvi Krisztina |
| 2023 | Baghead – Holtakkal suttogó    | Baghead                      | Catherine                            | Sánta Annamária    |
| 2024 | Fekete kanári                  | Canary Black                 | Elizabeth Mills                      | Csomor Csilla      |

### Televíziós szerepek
| Év        | Magyar cím                       | Eredeti cím                  | Szerep                 | Megjegyzések                            |
| --------- | -------------------------------- | ---------------------------- | ---------------------- | --------------------------------------- |
| 1992      |                                  | Les cinq dernières minutes   | Daisy Smith            | 1 epizód                                |
| 1996      |                                  | Karaoke                      | Sandra Sollars         | főszereplő                              |
| 1996      |                                  | Cold Lazarus                 | Sandra Sollars         | főszereplő                              |
| 1996      |                                  | Crucial Tales                | Sarah Brown            | 1 epizód                                |
| 2007–2008 | Boston Legal – Jogi játszmák     | Boston Legal                 | Lorraine Weller        | 20 rész                                 |
| 2008      |                                  | Wainy Days                   | Lucy                   | 1 epizód                                |
| 2008      | Agatha Christie: Marple          | Agatha Christie's Marple     | Audrey Strange         | 1 epizód magyar hangja Pálfi Kata       |
| 2008      |                                  | My Own Worst Enemy           | Dr. Norah Skinner      | 9 epizód                                |
| 2009      | A királyság                      | Kings                        | Halál                  | 1 epizód                                |
| 2010      | Esküdt ellenségek: Bűnös szándék | Law & Order: Criminal Intent | Serena Stevens nyomozó | 15 epizód magyar hangja Hámori Eszter   |
| 2011      | Dr. Csont                        | Bones                        | Ike Latulippe          | 1 epizód                                |
| 2013      | Eszementek                       | The Crazy Ones               | Helena                 | 1 epizód                                |
| 2013–2014 | A S.H.I.E.L.D. ügynökei          | Agents of S.H.I.E.L.D.       | Victoria Hand          | 4 epizód magyar hangja Spilák Klára     |
| 2014–2018 | Mozart a dzsungelben             | Mozart in the Jungle         | Cynthia Taylor         | főszereplő                              |
| 2019      | Sherlock és Watson               | Elementary                   | Ruby Carville          | 1 epizód                                |
| 2019–2021 | Te                               | You                          | Dottie Quinn           | főszereplő magyar hangja Bertalan Ágnes |
| 2022      | Westworld                        | Westworld                    | Anastasia Whitney      | 1 epizód                                |